# Gerhard Scholten
Gerhard F. Scholten (* 16. August 1923 in Trautenau im Riesengebirge, Tschechoslowakei; † 21. April 1995 in Wien) war ein österreichischer Autor.

## Leben
Gerhard Scholten wurde als Sohn einer Industriellenfamilie in Trautenau geboren, kam 1930 nach Prag und besuchte dort das Stephansgymnasium. 1944 wurde er wegen seiner jüdischen Herkunft von der Gestapo verhaftet, später in ein Konzentrationslager verschleppt. Nach Kriegsende wurde Scholten als Deutscher denunziert und von der tschechoslowakischen Staatssicherheit verhaftet. 1947 konnte er nach Österreich flüchten. 1953 heiratete er in Wien Sophie van der Straten-Ponthoz. Er wurde am Sieveringer Friedhof bestattet.
Sein Sohn Rudolf Scholten war österreichischer Unterrichtsminister.

## Bücher
- Zwischen allen Lagern. Leben in einer Zeit des Wahnsinns. Universitas-Verlag, München 1988, ISBN 3-8004-1163-6.
- Der Fall „M“. Amalthea-Verlag, Wien [u. a.] 1992, ISBN 978-3-85002-318-4.
- Mein Prag. Erinnerungen an die Stadt meiner Jugend. Amalthea-Verlag, Wien u. a. 1993, ISBN 3-85002-336-2.
- Als die Sonne nicht unterging. Die spanischen Habsburger. Amalthea-Verlag, Wien u. a. 1995, ISBN 978-3-85002-370-2.